# Hysterura protagma
Hysterura protagma är en fjärilsart som beskrevs av Louis Beethoven Prout 1940. Hysterura protagma ingår i släktet Hysterura och familjen mätare. Inga underarter finns listade i Catalogue of Life.